# 高村記念館

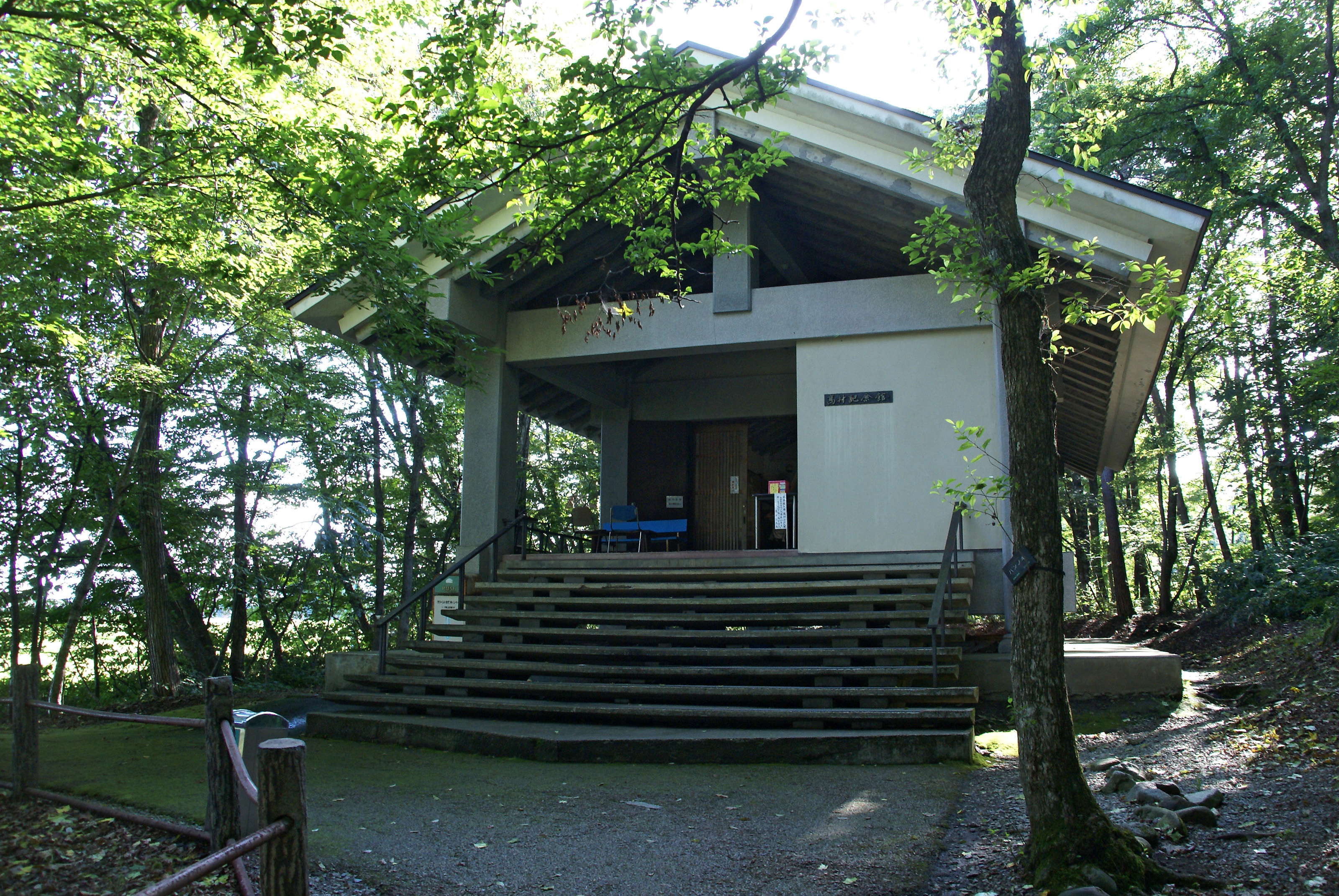
旧・高村記念館

高村記念館（たかむらきねんかん）は、岩手県花巻市にあった文学館・美術館。

## 概要
彫刻家で詩人の高村光太郎（1883年 - 1956年）を顕彰する施設として、1977年に開館した。館内は、代表作の一つである十和田湖畔の「裸婦像」の原型をはじめ、高村光雲をモデルにした「父光雲像」、妻・高村智恵子作の切りぬき絵などの作品のほか、智恵子とのスナップ写真や愛用品などの遺品、約100点を展示する。
館は高村光太郎が1945年から1952年までの晩年の7年間を独りで過ごした小屋「高村山荘」から150mの位置にある。ほか、周辺には「雪白く積めり」などの詩碑、湧き水「智恵子抄泉」、「智恵子展望台」が整備され、散策路で結ばれている。
2013年5月15日、近くにあるそれまでの花巻市歴史民俗資料館の建物をリニューアルし、新たに「高村光太郎記念館」として仮オープンした。今後、さらに改修が進む予定である。元の建物は現在、倉庫として利用されている。

## 利用情報（現・高村光太郎記念館）
- 開館時間 - 8:30〜16:30
- 休館日 - 12月28日〜1月3日

## 所在地
〒025-0037 岩手県花巻市太田3-91-3

## 交通アクセス
- 花巻駅からタクシー（路線バスは廃止された）

## 周辺情報
- 高村山荘
- 花巻歴史民俗資料館
- 花巻温泉